# Ван Хаут, Леон
Леон ван Хаут (фр. Léon нидерл. van Hout; 28 ноября 1864, Льеж — 23 ноября 1945, Брюссель) — бельгийский альтист и музыкальный педагог.
Сын трубача, начал учиться музыке также как трубач и по классу трубы поступил в Льежскую консерваторию. Уже в студенческие годы перешёл на альт, учился у Дезире Хейнберга, окончил курс в 1886 году и почти сразу перебрался в Брюссель. В 1888 году был принят первым альтом в оркестр оперного театра Ла-Монне и в том же году занял пульт альта в струнном квартете под руководством Эжена Изаи. В квартете Изаи играл до 1894 года, заслужив высокие оценки (так, Гийом Лекё называл его «инструменталистом действительно несравненным»). Затем в 1897—1898 гг. играл в квартете Сезара Томсона, позднее также в квартете Альбера Зиммера. В 1893—1929 гг. профессор Брюссельской консерватории.
Для ван Хаута написан ряд альтовых сочинений бельгийских композиторов, в том числе концерт для альта с оркестром Жана Абсиля (1942).